# 宏區塊
是一種影像壓縮的術語。
大區塊是运动预测的基本单位，一張完整的帧通常會被切割成幾個大區塊，MPEG-2和較早期的編解碼器定義大區塊都是8×8像素，現代的一點編解碼器像是H.263和H.264的大區塊通常都是16×16像素和相应区域内的、色差信号阵列共同组成。
大區塊為基準來選擇特定的預測類型，而非整個圖像都使用同樣的類型：
- I圖像（Intra pictures）只可含有節點大區塊。
- P圖像（Predictive pictures）可含有節點大區塊或預測大區塊 。
- B圖像（Bi-predictive pictures）可含有節點、預測和前後預測大區塊。

## 宏塊編碼
```
+------+------+-------+--------+-----+----+----+--------+
| ADDR | TYPE | QUANT | VECTOR | CBP | b0 | b1 | ... b5 |
+------+------+-------+--------+-----+----+----+--------+

```

- ADDR：在的位址
- TYPE：宏塊的型別（intra-frame, inter frame、視訊壓縮圖像類型）
- QUANT：
- VECTOR：運動向量（英语：motion vector）
- CBP：編碼後區塊樣式，some blocks in macroblock match well, some match poorly - this is bit mask indicating which one is present.
- bN：（4 Y, 1 Cr, 1 Cb）

較先進的解碼器可以隱藏一些型式上的影像殘缺，這類的技術被稱為，在消費性產品上則稱為。